# Ozero Tuchinskoje
Ozero Tuchinskoje (ryska: Озеро Тухинское) är en sjö i Belarus.   Den ligger i voblasten Vitsebsks voblast, i den nordöstra delen av landet, 170 km nordost om huvudstaden Minsk. Ozero Tuchinskoje ligger 175 meter över havet.
Omgivningarna runt Ozero Tuchinskoje är en mosaik av jordbruksmark och naturlig växtlighet. Runt Ozero Tuchinskoje är det glesbefolkat, med 16 invånare per kvadratkilometer.